# 克拉斯诺耶农村居民点 (帕尼诺区)
克拉斯诺耶农村居民点（俄语：Красненское сельское поселение）是俄罗斯联邦沃罗涅日州帕尼诺区所属的一个农村居民点。其下辖有6个居民点，行政中心为佩列廖希诺。据2016年统计，该农村居民点的人口为4475人。